# Diza Dahlström Franzén
Diza Paulina Franzén, tidigare Dahlström, född 7 september 1989 i Stockholm, är en svensk skådespelare. 
Diza Franzén är uppvuxen i Göteborg och Stockholm, men bor numera i Stockholm dit hon flyttade tillbaka i 14 års ålder.[källa behövs] 
Hon var även en av deltagarna i dokusåpan Djungelns drottning som sändes våren 2012 i Kanal 5.[källa behövs]

## Filmografi
- 2006 – Säg att du älskar mig
- 2012 – Vägskäl
- 2017 – Para Knas

### Fotnoter
1. ↑  Sveriges befolkning 1990, CD-ROM, Version 1.00, Riksarkivet (2011).